# Indira Gandhi Athletic Stadium
Het Indira Gandhi Athletiekstadion (Assamees: ইন্দিৰা গান্ধী এথলেটিক ষ্টেডিয়াম) is een stadion gelegen in het Indische Guwahati.
Het Indira Gandhi Athletiekstadion, dat vernoemd is naar Indira Gandhi, is gelegen in Guwahati en heeft een capaciteit van 55.000 personen. Het stadion wordt gebruikt voor atletiek en voetbal en wordt bespeeld door NorthEast United FC. Het wordt ook gebruikt voor het Wereldkampioenschap voetbal onder 17 van 2017. Er werden zes groepswedstrijden, een achtste finale en een kwartfinale gespeeld. In 2016 werd van dit stadion gebruik gemaakt voor de Zuid-Aziatische Spelen.

## Voetbalinterlands (senioren)
| 1 | 13 november 2011 | India – Maleisië | 1 – 1 | Vriendschappelijk                     | 20.000 |
| 2 | 12 maart 2015    | India – Nepal    | 2 – 2 | Vriendschappelijk                     | 11.200 |
| 3 | 7 juni 2016      | India – Laos     | 6 – 1 | Azië Cup 2019 kwalificatie            | 2.721  |
| 4 | 5 september 2019 | India – Oman     | 1 – 2 | Wereldkampioenschap 2022 kwalificatie | 22.798 |